# Буксгевден, Фёдор Фёдорович
Граф Фёдор Фёдорович Буксге́вден (Фридрих Вильгельм фон Буксхёвден; нем. Friedrich Wilhelm von Buxhoeveden / Friedrich von Buxhöwden; 2 (13) сентября 1750, имение Магнусдаль, Лифляндия — 23 августа (4 сентября) 1811, замок Лоде (ныне Колувере, волость Кулламаа, уезд Ляэнемаа, Эстония)) — русский полководец, генерал от инфантерии (1803), главнокомандующий русскими войсками в 1808 году в ходе Русско-шведской войны. В 1797—1798 годах петербургский военный губернатор, в 1803—1806 и 1808—1809 годах рижский генерал-губернатор.

## Биография

### Происхождение и начало карьеры
Фёдор Буксгевден был выходцем из рода остзейских дворян Буксгевденов, ведущих свой род от Альберта фон Буксгевдена, первого епископа Ливонии (1199—1229), основателя Риги (1201). Согласно Русскому биографическому словарю, родился на острове Эзель в казённом имении Магнусталь.
С 1764 по 1770 год проходя обучение в Артиллерийском и инженерном шляхетском кадетском корпусе, ещё в статусе кадета принимал участие в русско-турецкой войне, за отличие в бою под Бендерами (1770) произведён в инженер-прапорщики. В 1771 году при штурме Браилова дважды ранен, но остался на поле боя и вывел из строя 2 вражеских орудия. За этот подвиг удостоен ордена Святого Георгия 4-й степени.
С 1772 года — адъютант генерал-фельдцейхмейстера Г. Г. Орлова, который впоследствии оказывал ему покровительство при продвижении по службе. Буксгевден в частности сопровождал Орлова в его вояжах по Германии и Италии и женился на его внебрачной дочери (по слухам, от связи с Екатериной II) Наталии Алексеевой. С 1783 года — полковник, в 1787 году флигель-адъютант императрицы и командующий Кексгольмским полком (согласно Военной энциклопедии (1911—1915), командовал им с 1783 года).

### Русско-шведская война 1788—1790 годов и польская кампания
Во время русско-шведской войны 1788—1790 годов командир десантного отряда в составе Балтийского гребного флота. Отличился в звании бригадира в Роченсальмском сражении 1789 года при высадке десанта на остров Куцель-Мулим: под огнём противника десант под командованием Буксгевдена в количестве 300 человек сумел высадиться на берег и установить артиллерийские батареи. За успешные действия руководимого им десанта награждён орденом Св. Георгия 3-й степени и получил звание генерал-майора. В 1790 году принимал участие в боевых действиях на суше, также с отличием, и по окончании войны стал кавалером ордена Св. Анны.
В ходе польской кампании 1794 года Буксгевден командовал пехотной дивизией. Под руководством А. В. Суворова во главе 4-й штурмовой колонны участвовал во взятии Праги. За эту кампанию награждён орденом Св. Владимира 2-й степени и золотой шпагой с бриллиантами (Русский биографический словарь также сообщает, что Буксгевдену в это время было пожаловано имение Магнусталь). В 1794-96 гг. — комендант Варшавы и губернатор Польши. После третьего раздела Речи Посполитой пожалован 17 декабря 1795 года королём Пруссии в графское достоинство, одновременно получив ордена Белого орла и Св. Станислава. Также в 1795 году Буксгевден избран командором ордена Св. Иоанна Иерусалимского, получив в пожизненное владение командорство Горгаст.

### Развитие карьеры при Павле I и войны с Францией
Вскоре после вступления на престол императора Павла Буксгевден в звании генерал-поручика назначен военным губернатором Санкт-Петербурга. Павел произвёл его 5 апреля 1797 года в графы Российской империи и пожаловал орден Св. Александра Невского, однако вскоре Буксгевден попал в немилость, был смещён с должности и уехал в Германию, где прожил пять лет. При Александре I вернулся на русскую службу, в 1802 году возглавив комитет по уравнению городских повинностей, а на следующий год получив чин генерала от инфантерии и назначение инспектором войск Лифляндской инспекции и рижским генерал-губернатором.
В русско-австро-французской войне 1805 года во главе Волынской армии был направлен для усиления войск Кутузова и в Аустерлицком сражении командовал левым крылом русско-австрийской армии. В ходе боя, после отступления центра и правого фланга, войска Буксгевдена оказались окружены, но удерживали позицию под атаками французской кавалерии, пока не получили приказа отступать, с боем вышли из окружения и воссоединились с основными силами через три дня (в то же время Военная энциклопедия Сытина сообщает, что Буксгевден в этой битве не проявил требуемой инициативы и, дословно выполняя полученный приказ, оставался постоянно при одной из трёх вверенных ему колонн, оставив остальные без командования). Награждён за участие в Аустерлицком сражении орденом Св. Владимира 1-й степени. В русско-прусско-французской войне 1806—1807 годов под командование Буксгевдена был отдан один из корпусов армии Каменского (39 тысяч пехоты, до 7 тысяч кавалерии, 216 орудий в составе четырёх дивизий); вторым корпусом командовал граф Беннигсен. Два честолюбивых командующих корпусами не смогли наладить совместных действий, и старший по званию Буксгевден, считавший себя обойдённым, не оказал помощи Беннигсену в битвах при Пултуске и Голымине. Когда после этого Беннигсен сменил Каменского в качестве главнокомандующего, Буксгевден был возвращён на пост генерал-губернатора Риги и оттуда направил на высочайшее имя письмо с оправданиями собственных действий и критикой Беннигсена. Письмо было оставлено без ответа, и Буксгевден, считая это результатом происков своего конкурента, вызвал того на дуэль, получив высокомерный отказ.

### Покорение Финляндии
После заключения Тильзитского мира энергичная деятельность Буксгевдена по укреплению обороноспособности вверенного ему региона снова завоевала ему благосклонность императора, и с началом русско-шведской войны 1808—1809 годов он был назначен главнокомандующим действующей армией в Финляндии, получив под начало 24 тысячи человек. Начало войны было ознаменовано успехами русских войск, за месяц занявших всю южную и центральную Финляндию и Аландские острова. 3 мая русские овладели крепостью Свеаборг, а к декабрю 1808 года установили контроль над всей территорией Финляндии. За действия в ходе кампании Буксгевден был удостоен бриллиантовых знаков ордена Св. Андрея Первозванного и ордена Св. Георгия 2-й степени. В то же время в Санкт-Петербурге методы ведения войны Буксгевденом считали слишком осторожными, с лета постоянно присылая в войска инспекции. Буксгевден, раздражённый мелочной опекой, при которой в столице больше считались с планами инспектировавшего его армию полковника Паулуччи, чем с его собственными, стал просить об отставке. Однако она была принята только после того, как он заключил перемирие в Лохтео, названное Александром I «непростительной ошибкой».

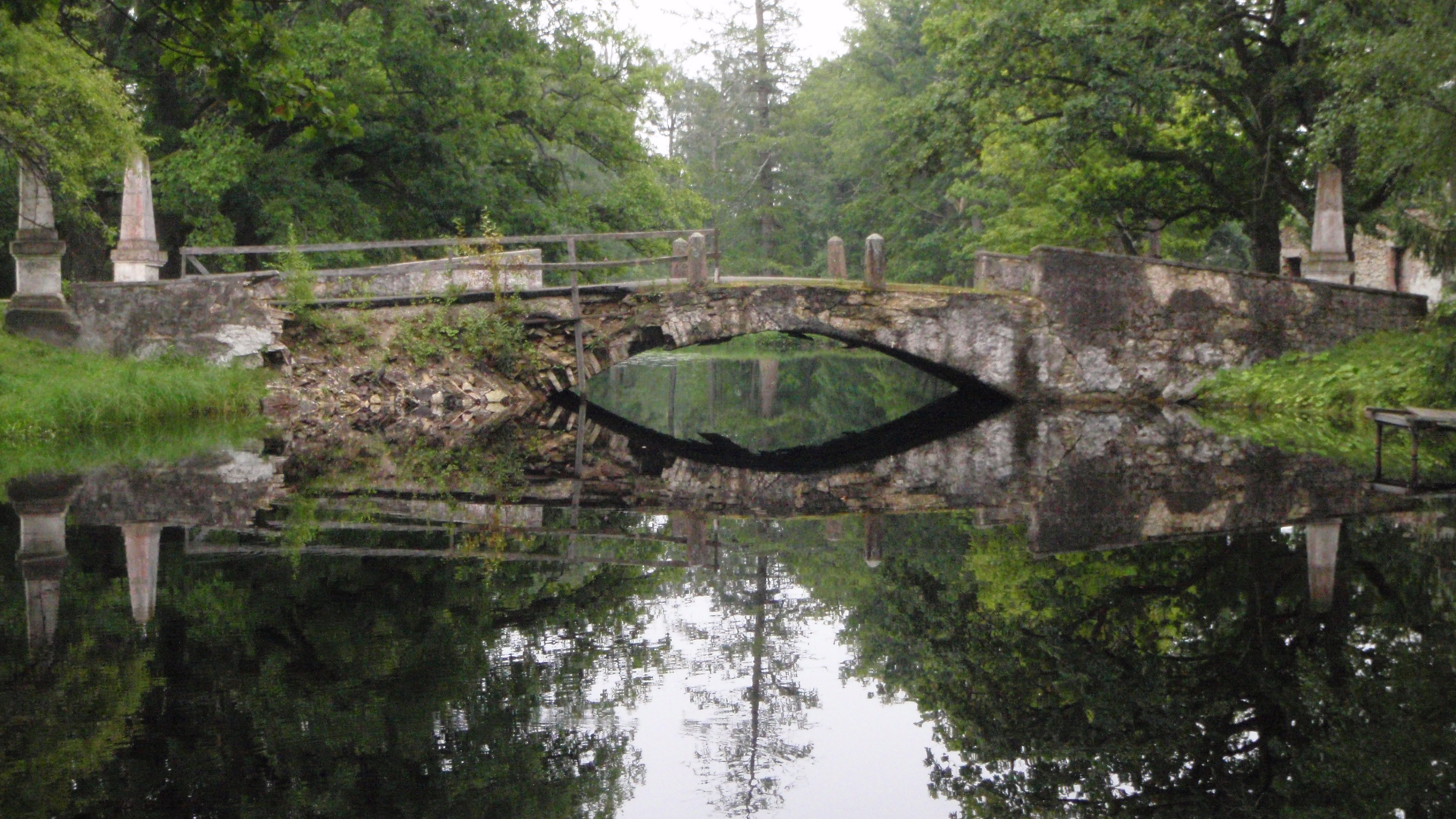
Мостик в Колувере (Лоде), эстонском имении графа Буксгевдена

### Отставка и смерть
8 декабря в Або Буксгевден получил императорский указ об отставке. Передав командование генералу Кноррингу, Фёдор Фёдорович Буксгевден удалился в своё имение Лоде в Лифляндии, где и скончался в 1811 году; похоронен в усыпальнице Старо-Пановской церкви свв. Адриана и Наталии в поместье Лигово.

## Общая оценка деятельности
Буксгевден как военачальник был сторонником манёвренных действий войск, управлял ими с излишней педантичностью, отличался крутым, независимым характером, способностью принимать смелые решения и настойчиво проводить их в жизнь. Относительно его талантов как полководца мнения историков расходятся. П. А. Ниве писал, что Буксгевден «несомненно принадлежит к числу величавых образов нашего прошлого, образов, трагическая судьба которых невольно влечет к ним и заставляет снисходить к вольным и невольным их прегрешениям, тем более, что все они искупаются его уважением везде и во всём к интересам России». С другой стороны, А. Т. Борисевич называл его «случайным главнокомандующим» и упрекал в недостаточных способностях для самостоятельного ведения войны.

## Награды
Российской империи:
- Орден Святого Георгия 4-й степени (26.11.1774)
- Орден Святого Георгия 3-й степени (22.08.1789)
- Орден Святой Анны (08.09.1790)
- Крест «За взятие Праги» (1794)
- Золотая шпага «За храбрость» с бриллиантами (1794)
- Орден Святого Владимира 2-й степени (1794)
- Орден Святого Александра Невского (15.02.1797)
- Орден Святого Владимира 1-й степени (1806)
- Орден Святого апостола Андрея Первозванного (17.09.1807); бриллиантовые знаки к ордену (1808)
- Орден Святого Георгия 2-й степени (27.04.1808)

Иностранных государств:
- Орден Белого орла (1795, Речь Посполитая)
- Орден Святого Станислава (1795, Речь Посполитая)
- Орден Чёрного орла (Королевство Пруссия)
- Орден Святого Иоанна Иерусалимского (Королевство Пруссия)

## Семья
Жена (с 29 января 1777 года) — Наталия Александровна Алексеева (1758—18.07.1808), внебрачная дочь Григория Орлова, воспитанница Смольного института, подруга Е. И. Нелидовой. Венчание было в Петербурге в Исаакиевском соборе. По завещанию графа Г. Г. Орлова, своего отца, унаследовала в 1783 году мызу Лигово под Петербургом. Умерла от чахотки, похоронена в домовой церкви свв. Адриана и Наталии в Старо-Паново под С.-Петербургом. Дети (выжившие):
1. Софья (1778—1829) — замужем за курским губернатором А. И. Нелидовым (1772—1834); 13 детей.
2. Мария (1780—1837) — фрейлина, замужем (с 13.11.1805) за статским советником Ф. фон Майделем. Венчались в Петербурге в соборе Св. Исаакия Далматского.
3. Наталья (1782—1857) — замужем (1810) за полковником бар. Б. Унгерн-Штернбергом; 4 ребёнка.
4. Александр (1783—1837) — камергер, женат на баронессе Юлии Фёдоровне Деллинсгаузен (1793—1849), от которой имел 10 детей.
5. Пётр (1792—1863) — генерал-лейтенант, сенатор, был женат дважды: на баронессе А.-А. П. Черкасовой (ум. 1821) и на княжне А. Б. Черкасской (1801—1861), служил в лейб-гвардии Преображенском полку, в 1833—1840 — Санкт-Петербургский уездный предводитель дворянства, в 1842 году — начальник 4 округа Корпуса жандармов. Унаследовал мызу Лигово после смерти отца.

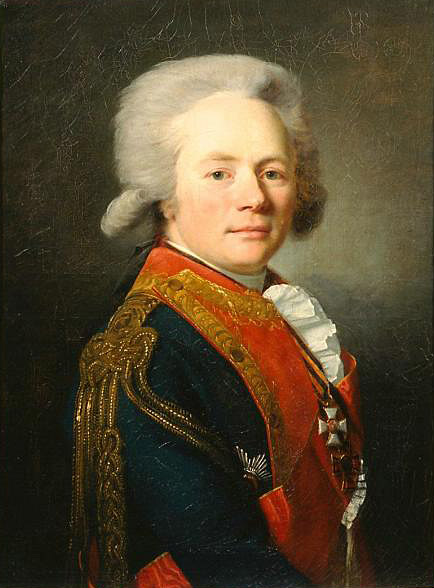
Фёдор Фёдорович, портрет работы Ж.-Л. Вуаля, 1789 г.
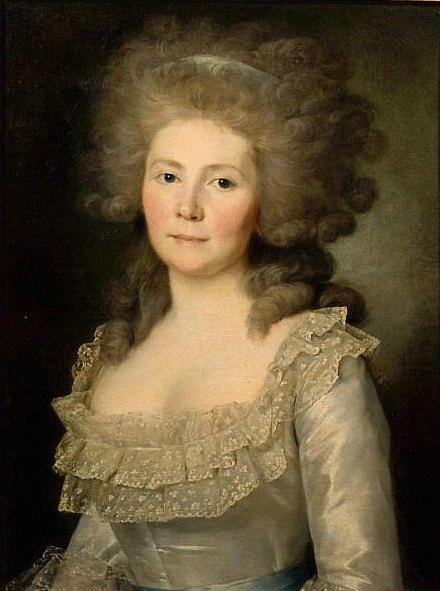
Наталия Александровна, портрет работы Ж.-Л. Вуаля, 1789 г.
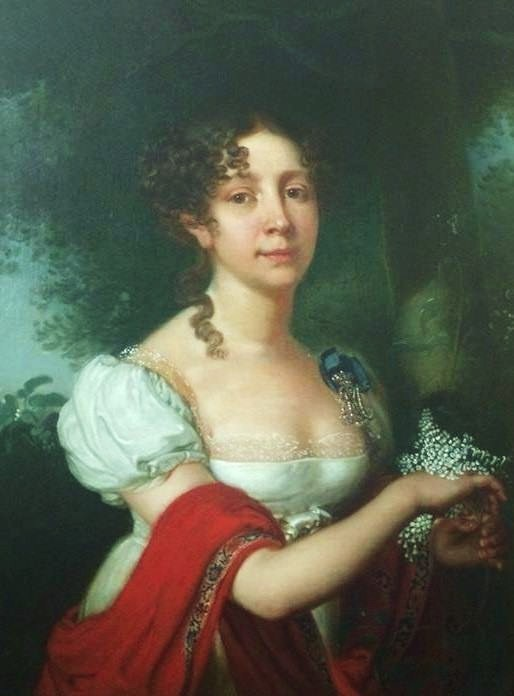
Наталья Фёдоровна, портрет работы неизвестного художника, 1810-е гг.
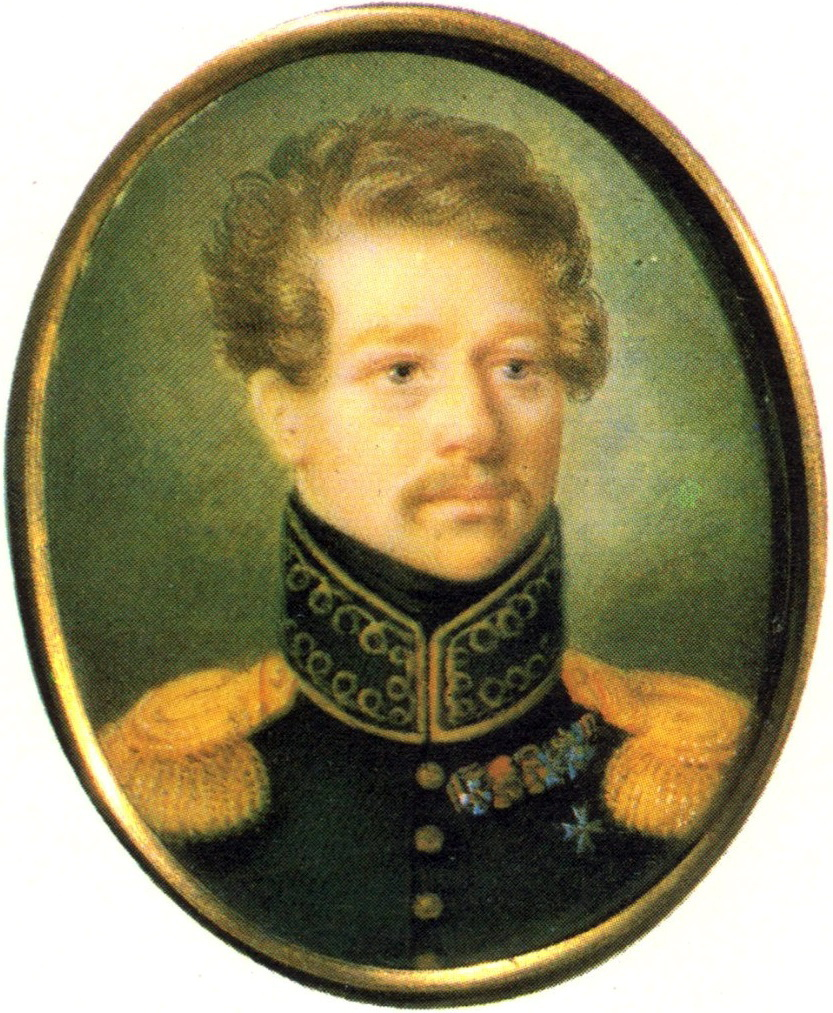
Пётр Фёдорович, портрет работы неизвестного художника, до 1863 г.